# Eisenbahnunfall von Durban (1965)
Bei dem Eisenbahnunfall von Durban am 4. Oktober 1965 entgleiste ein Vorortzug der South African Railways bei Durban, Südafrika. Mindestens 81 Menschen starben.

## Unfallhergang
Der Vorortzug bestand aus drei Wagen, die mit mehr als 1000 Reisenden stark überfüllt waren. Der Zug beförderte Schwarze von Durban in das vor der Stadt gelegene Township KwaMashu. Etwa 3 km vor dem Endbahnhof, bei Effingham Junction, entgleiste der Zug.

## Folgen
Mindestens 81 Menschen starben, mehrere hundert weitere wurden verletzt. Aufgebrachte Fahrgäste lynchten einen Stellwerkmitarbeiter und einen weiteren Weißen, der sich in der Nähe der Unfallstelle aufhielt.